# Dixa sexta
Dixa sexta är en tvåvingeart som beskrevs av Friedrich Wilhelm Martini 1931. Dixa sexta ingår i släktet Dixa och familjen u-myggor. Inga underarter finns listade i Catalogue of Life.